# Аннинские укрепления
Аннинские укрепления  (Корон-Санкт-Анна) — бастионная крепость, редкий памятник русского оборонного зодчества второй четверти XVIII века. Самое значительное фортификационное сооружение  XVIII века в Выборге. Также назывались Короно-Санкт-Анская крепость или Анненкрон (нем. Annenkrone — Корона Святой Анны) в честь императрицы Анны Иоанновны.

## История
В ходе взятия Выборга войсками Петра I в 1710 году городские оборонительные сооружения получили серьезные повреждения, а средневековый замок, как средство обороны, полностью устарел. Необходимость строительства современных укреплений для защиты с северо-запада - наиболее вероятного направления наступления шведских войск была осознана еще при жизни Петра I.
В январе 1724 года подготовить проекты укреплений Выборгской крепости было поручено наиболее видным военным инженерам того времени: генерал-лейтенанту Миниху, генерал-майору Кулону и инженер-полковнику Де Бриньи. До настоящего времени дошли только чертежи Миниха и Кулона. Оба проекта предлагали укрепление прибрежной территории острова Твердыш на северо-западе от замка. Проект Миниха предлагал сооружение укрепленной полосы, пересекающей весь остров. По проекту Кулона оборонительный пояс охватывал полукольцом лишь побережье острова напротив замка и продолжался по мысу с нынешним названием Смоляной Берег. Поступившие в Военную коллегию в 1728 году проекты рассматривались несколько лет. В результате проект Миниха, требовавший большого количества вооружений и значительной численности гарнизона, был признан чрезмерно дорогостоящим и в 1731 году был утвержден экономичный и не столь трудоемкий план Кулона, к тому же предусматривавший менее уязвимые округлые фланги укреплений.
Строительство под руководством Миниха началось с кладки каменного эскарпа главного вала, к 1733 году был выкопан ров и сооружены два бастиона, а к началу 1740-х годов были окончены все основные элементы крепости. Русско-шведская война 1741 - 1743 годов потребовала усиления оборонительных сооружений и ускорила работы. Проект был подготовлен генерал-лейтенантом Иоганном Люберасом, он же руководил строительством. В начале 1750-х в работах на Аннинских укреплениях принимал участие А. П. Ганнибал, прадед А. С. Пушкина. В 1772 и 1808 годах укрепления приводились в порядок в связи с очередным обострением русско-шведских отношений, а в 1854 году — в связи с Крымской войной. В 1864—1865 году укрепления на две части рассекла дорога (улица Островная), отчего они полностью утратили оборонное значение, так и не приняв участия в боевых действиях.
В апреле 1918 года в разгар гражданской войны в Финляндии во рвах Аннинских укреплений белофинны и шведы расстреляли более 400 русскоязычных мирных жителей. В память о погибших установлена мемориальная стела.

## Описание

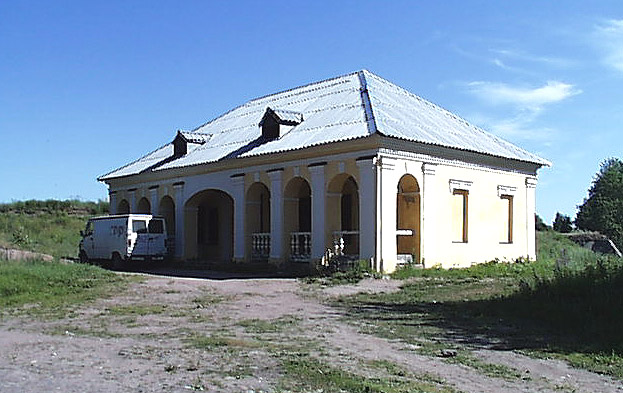
Кордегардия

Крепость, протянувшиеся от берега Выборгского залива до бухты Защитной, имеет форму короны с углами-бастионами и охватывает территорию общей длиной около 1 км. Помимо четырёх зубчатых в плане бастионов, соединенных куртинами, включает земляные валы и рвы, образующие три бастионных фронта. Второй бастион укреплён также контргардом. Эскарп (наружная стена) укреплений выполнен из гранитных валунов, скреплённых раствором (высота стены 10 м, толщина 3 м). Все сооружения окружены контрэскарпом и прикрытым путём с реверсами. По оси старой дороги, ведущей на запад, во Фридрихсгам, в земляных куртинах сооружены двое каменных ворот — Равелинные и Фридрихсгамские. В состав комплекса входили также кордегардия и пороховые склады.

## Памятники

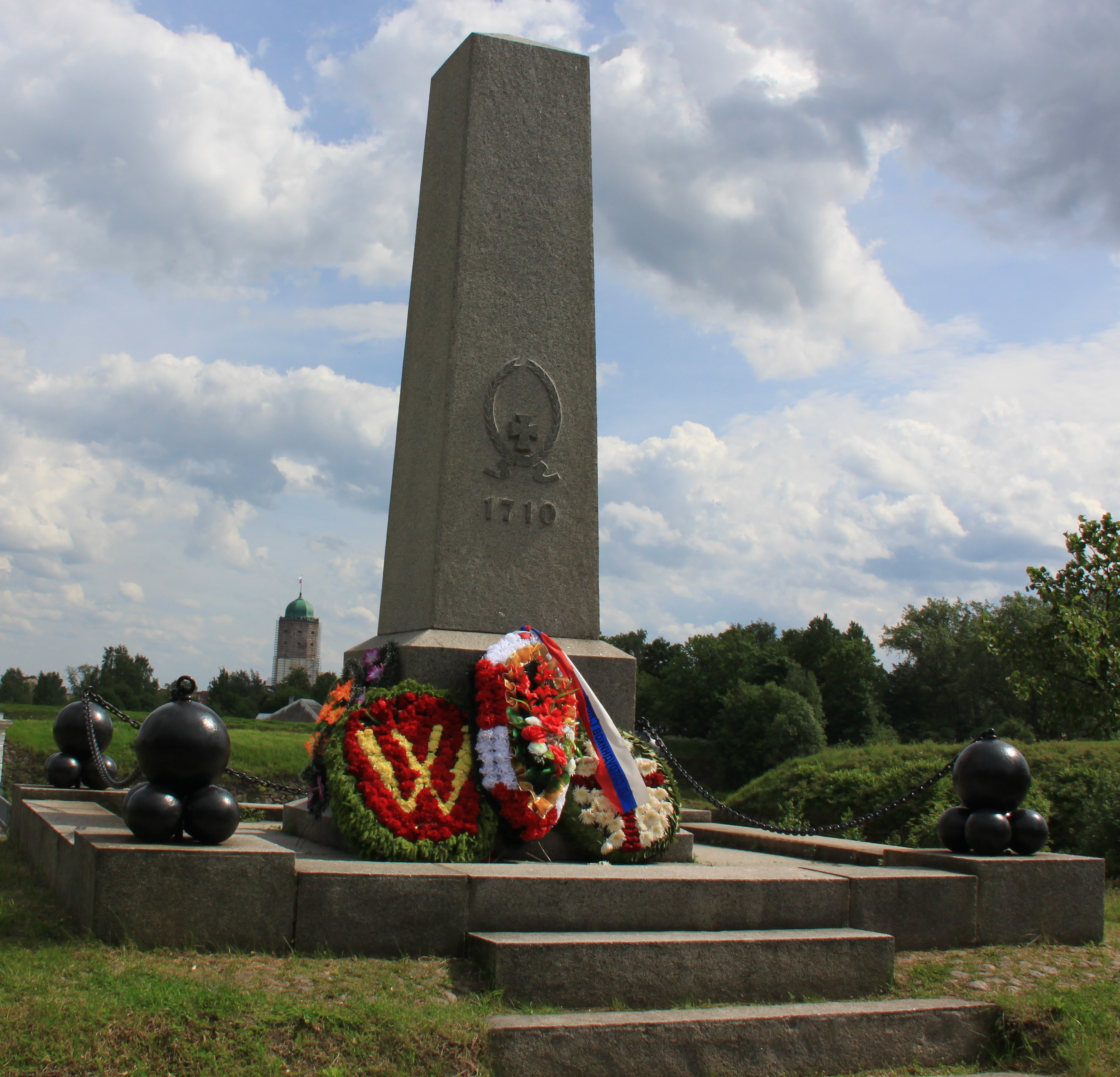
Обелиск в память о русских солдатах, погибших при взятии Выборга в 1710 году

В 1910 году, в честь 200-летия взятия Выборга русскими войсками, установлено два памятника: перед Фридрихсгамскими воротами памятный обелик над братской могилой русских солдат, павших при штурме города, а на Петровской скале — памятник Петру I. В годы независимости Финляндии памятники были демонтированы, но восстановлены позднее: памятник Петру I — в послевоенное время, а обелиск в виде точной копии — в 1994 году. В 2010 году в центре укреплений, на Петровской площади, в память о 300-летии российского флота и в связи с 300-летием взятия Выборга русскими войсками был установлен памятник генерал-адмиралу Фёдору Апраксину. 
В 2013 году на месте массовых расстрелов русских жителей, убитых белофиннами весной 1918 года, установлен памятный крест, позднее заменённый гранитной стелой.

## Современность

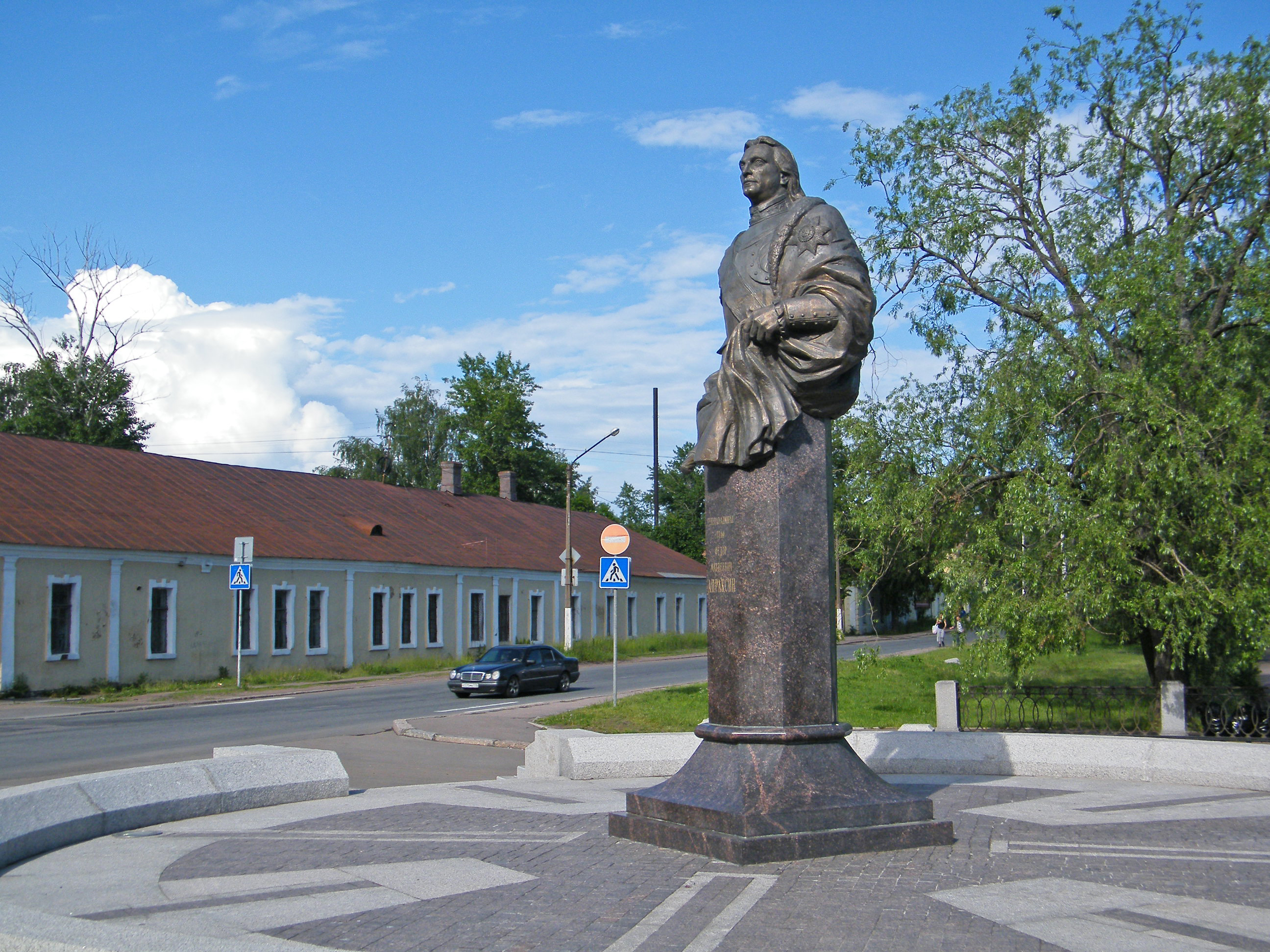
Памятник Фёдору Апраксину

Состояние сохранившихся сооружений - аварийное.
Сегодня укрепления часто становятся ареной различных культурных событий. Здесь проводятся такие ежегодные мероприятия как рыцарский турнир, организуемый клубами реконструкторов. Часть крепости занимают теннисные корты и картинги. 